# Phillips Recording
De Phillips Recording Studio is een muziekstudio op 639 Madison Union Avenue in Memphis, Tennessee, opgericht in 1960 door Sam Phillips.
Sam Phillips begon in 1950 een muziekstudio onder de naam Memphis Recording Service, maar veranderde dat in 1952 toen hij het  platenlabel Sun Records begon in Sun Studio.
Na succesvolle jaren met de Sun Studio besloot Sam Phillips in 1958 een nieuwe studio te laten bouwen. Dit werd de in 1960 geopende studio op 639 Madison Avenue, de  Sam Phillips Recording Service, Inc..
Het nieuwe gebouw kreeg twee opname-studio's en bood de mogelijkheid tot opnemen in stereo, maar het kreeg niet het succes van zijn voorganger.
De hausse van Rock-'n-roll was voorbij, grote sterren als Elvis Presley moesten in dienst, Buddy Holly and Ritchie Valens kwamen op bij een vliegtuig-ongeluk , Jerry Lee Lewis kreeg een boycot na zijn huwelijk met zijn 13-jarige nicht, Chuck Berry kwam in de gevangenis, maar nog belangrijker was het succes van de groepen uit Engeland.
In de beginjaren van de studio bracht Sam Phillips nog in de oude Sun Studio opgenomen werk uit, maar hij verloor halverwege de jaren 60 zijn interesse in de studio en begon radio-stations, in 1969 verkocht hij zijn platenlabel aan Mercury Records.
De studio aan de Madison Avenue bleef in handen van de familie Phillips, zonen Knox en Jerry zetten het werk van hun vader voort. De Sam Phillips Recording Service wordt nog steeds gebruikt.
In de laatste decenia van de vorige eeuw werd er opgenomen door artiesten als Jackie DeShannon, John Prine en Charlie Rich, maar in deze eeuw is de belangstelling voor opnemen met vintage analoge apparatuur groeiende.
In 2018 produceerde de met een Grammy-bekroonde engineer, mixer en producer Matt Ross-Spang de eerste opname van Grammy-winnaar Al Green in bijna een decennium, Sony gaf hem ook de opdracht om een aantal van Elvis' oude concerten te remixen voor heruitgave.
Andere artiesten die in deze eeuw een album in de studio opnamen zijn The Mountain Goats, St. Paul en de Broken Bones, Nicki Bluhm, William Bell, Margo Price en Eli "Paperboy" Reed.